# 長孫熾
長孫 熾（ちょうそん し、549年 - 610年）は、北周から隋にかけての政治家・軍人。字は仲光。本貫は河南郡洛陽県。長孫稚の次男の長孫子裕の孫にあたる。

## 経歴
長孫兕の子として生まれた。群書を渉猟し、成長すると武芸も兼ね備えた。北周の武帝は道教をたっとび、道教の学問を追究し、経史にも兼ね通じて、談論を得意とする者を通道館学士とした。572年、長孫熾はその選に応じて、学問を深めた。573年、雍州倉城県令に任ぜられ、まもなく盩厔県令に転じた。2県の長官をつとめて、考課は連続で最も優秀と評価され、崤郡太守に転じた。入朝して御正上士となった。580年、楊堅が丞相となると、長孫熾は丞相府功曹参軍に抜擢され、大都督を加えられ、陽平県子に封ぜられた。稍伯下大夫に転じた。王謙が益州で叛くと、長孫熾は信州総管王長述の下で長江をさかのぼった。前軍をつとめて、楚州・合州などを平定し、荊山公元振を捕らえて、功績により儀同三司となった。
581年、隋が建国されると、内史舎人・上儀同三司に任ぜられた。まもなく本官のまま東宮右庶子をつとめ、ふたつの宮殿に出入りして、文帝（楊堅）と太子楊勇の両者に重んじられた。左領軍長史となり、東南道三十六州に使いして、州郡を置廃し、地方の風俗を巡察した。帰還すると太子僕となり、諫議大夫を加えられて、長安県令を兼任した。大興県令の梁毗と並び称され、梁毗が厳正なことで知られたのに対して、長孫熾は寛大公平なことで知られた。まもなく右常平監を兼ね、雍州賛治に転じて、饒良県子に改封された。鴻臚少卿に転じた。数年後、太常少卿に転じ、位は開府儀同三司に進んだ。河南道二十八州巡省大使となり、巡察している途中で吏部侍郎に任ぜられた。605年、大理卿に転じ、西南道大使となった。戸部尚書に抜擢された。吐谷渾が張掖に侵攻すると、長孫熾は精鋭の騎兵5000を率いて吐谷渾軍を撃退し、青海まで追撃して帰還した。功績により銀青光禄大夫の位を受けた。610年、煬帝が江都宮に幸すると、長孫熾は東都にとどまって守り、摂左候衛将軍事となった。その年、在官のまま死去した。享年は62。諡は静といった。
子の長孫安世は通事謁者となった。

## 伝記資料
- 『隋書』巻51 列伝第16
- 『北史』巻22 列伝第10